# Nitocrella pescei
Nitocrella pescei is een eenoogkreeftjessoort uit de familie van de Ameiridae. De wetenschappelijke naam van de soort is voor het eerst geldig gepubliceerd in 1997 door Galassi & De Laurentiis.